# Alfred Adler (Ethnologe)
Alfred Adler (geboren 1934) ist ein französischer Ethnologe und Anthropologe, der sich auf Gesellschaften und Glaubenssysteme in Afrika südlich der Sahara spezialisiert hat. Er hatte von 1985 bis 2001 den Lehrstuhl für „Religionen Schwarzafrikas“ an der École pratique des hautes études (EPHE) inne.

## Leben
Adler wurde als jüdisches Kind während der deutschen Besetzung Frankreichs im Zweiten Weltkrieg versteckt und überlebte so den Holocaust, während seine Eltern und seine Schwester deportiert und ermordet wurden. Er schloss 1955 ein Diplôme d'études supérieures (DES) in Philosophie ab und unterrichtete das Fach anschließend an Sekundarschulen. Parallel besuchte er Seminare bei dem Gräzisten Jean-Pierre Vernant, durchlief 1961 eine Ausbildung im Zentrum für Dokumentenanalyse für die Archäologie unter Jean-Claude Gardin und wandte sich unter Anleitung Georges Balandiers den Afrikastudien zu. Seine erste Feldforschung bei den Yoruba resultierte in einer Studie zu „Einstellungen zur Zeit in Afrika südlich der Sahara“.
Im Jahr 1964 oder 1965 wurde er als wissenschaftlicher Mitarbeiter (attaché de recherche) beim Centre national de la recherche scientifique (CNRS) angestellt, wo er nach einer mehrjährigen Arbeit zu den Mundang zum Directeur de recherche (Forschungsdirektor) aufstieg und bis 1987 tätig war. Laut Veröffentlichungsnachweisen arbeitete Adler seit 1976 in der Forschungsgruppe Systèmes de pensée en Afrique noire in Ivry-sur-Seine. 1988 war er Mitglied des Laboratoire de sociologie comparative an der Universität Nanterre. 1985 wurde er zum directeur d’études an der École pratique des hautes études (EPHE) ernannt, wo er als Nachfolger Claude Tardits’ den Lehrstuhl für „Religionen Schwarzafrikas“ übernahm. Diesen hatte er bis zu seinem Eintritt in den Ruhestand 2001 inne.
Adler war in zweiter Ehe mit der späteren Journalistin Laure Adler verheiratet.

## Schriften (Auswahl)
- mit András Zempléni: Le bâton de l'aveugle: divination, maladie et pouvoir chez les moundang du Tchad. Hermann, 1972, ISBN 978-2-7056-5687-4.
- Avunculat et mariage matrilatéral en Afrique noire, in: L' homme: Revue française d'anthropologie, 1976, Nr. 16, S. 7–27.
- La mort est le masque du roi: La royauté sacrée des Moundang du Tchad. Paris: Payot, 1982, ISBN 2-228-13060-5.
- L'amitié chez les Moundang, in: Culture, 1985.
- Le royaume moundang de Léré, in: Claude Tardits: (Hrsg.): Princes & serviteurs du royaume: cinq études de monarchies africaines. Paris : Société d'ethnographie, 1987, S. 137–170.
- Royauté et sacrifice chez les Moundang du Tchad, in: Michel Cartry (Hrsg.): Sous le masque de l'animal: essais sur le sacrifice en Afrique noire. Paris: Presses universitaires de France, 1987, S. 89–130.
- Mündliche Überlieferung und Geschichtlichkeit bei den Mundang im Tschad. Die Königsgenealogie von Lere: Struktur eines Textes. In: Edouard Conte (Hrsg.): Macht und Tradition in Westafrika: Franz. Anthropologie und afrikanische Geschichte. Aus d. Franz. von Ulrike Bokelmann. Campus-Verlag, Frankfurt am Main 1988, S. 203–224.
- Des rois et des masques : essai d'analyse comparative (Moundang du Tchad, Bushong de l'ex-Zaïre), in: L' homme: revue française d'anthropologie, 1998, Nr. 145, S. 169–203.
- Le pouvoir et l'interdit: Royauté et religion en Afrique noire. Albin Michel, Paris 2000 ISBN 2-226-11664-8.
- Hegel et l'Afrique. Histoire et conscience historique africaines. CNRS Éditions, Paris 2017.